# Sidonia Jędrzejewska

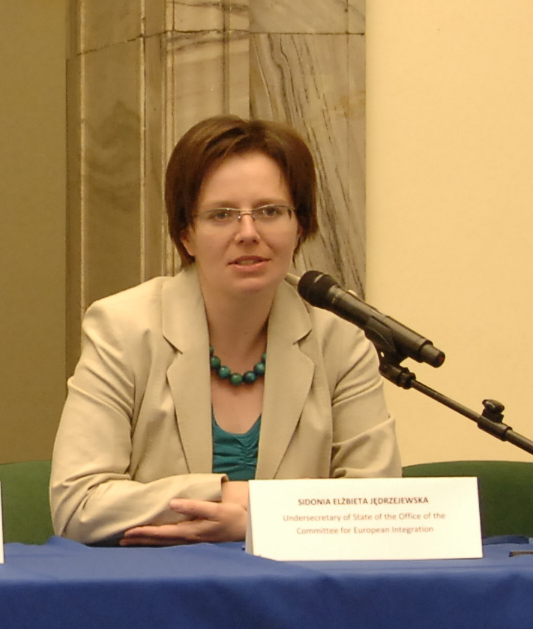
Sidonia Jędrzejewska (2009)

Sidonia Elżbieta Jędrzejewska (* 5. November 1975 in Krakau) ist eine polnische Politikerin und seit 2009 Europaabgeordnete der Bürgerplattform (PO) für die Woiwodschaft Großpolen (Wielkopolskie) in der Europäischen Volkspartei (Christdemokraten).

## Leben und Ausbildung
Jędrzejewska studierte Soziologie an der Adam-Mickiewicz-Universität in Posen und erhielt ihren Magisterabschluss 1998. Zwischen 1999 und 2003 war sie Doktorandin am Institut für Philosophie und Soziologie der Polnischen Akademie der Wissenschaften in Warschau. Sie war Stipendiatin des Ministeriums für Bildung und Sport, des Deutschen Akademischen Austauschdienstes und der Stefan-Batory-Stiftung. Sie studierte in Bielefeld, Oxford, Stockholm und Berlin.

## Beruflicher Werdegang
Sidonia Jędrzejewska arbeitete als wissenschaftliche Mitarbeiterin an der Central European University in Warschau und als Verwaltungsrätin im Sekretariat des Haushaltsausschusses im Europäischen Parlament. 2006 wurde sie Beraterin für Haushaltsfragen in der Fraktion der Europäischen Volkspartei im Europäischen Parlament. Von Januar 2008 bis Juni 2009 hatte sie das Amt der Unterstaatssekretärin im Komitee für Europäische Integration inne.

## Politik
Mitte der 90er Jahre war sie im Verein Junge Demokraten  tätig. Von 1999 bis 2003 war sie stellvertretende Vorsitzende der Jungen Europäischen Volkspartei und von 2000 bis 2002 stellvertretende Vorsitzende des European Youth Forum mit Sitz in Brüssel.
Seit 2001 gehört sie der Platforma Obywatelska an.

## Parlamentarische Tätigkeit
2009 wurde sie als Abgeordnete ins Europäische Parlament gewählt.
Tätigkeiten im Europäischen Parlament:
- Mitglied im Haushaltsausschuss
- Mitglied in der Delegation für die Beziehungen zur Schweiz und zu Norwegen sowie im Gemischten Parlamentarischen Ausschuss EU-Island und im Gemischten Parlamentarischen Ausschuss Europäischer Wirtschaftsraum
- Stellvertreterin für den Haushaltskontrollausschuss
- Stellvertreterin für den Ausschuss für Beschäftigung und soziale Angelegenheiten
- Stellvertreterin für die Delegation im Gemischten Parlamentarischen Ausschuss EU-Mexiko
- Stellvertreterin für die Delegation in der Parlamentarischen Versammlung EURO-NEST.
- Mitglied der interfraktionellen Arbeitsgruppen "Animal Welfare", "Jugend", "Urban", "Baltic Europe", "Tibet".[1]

Sie war zudem Mitglied im Sonderausschuss zu den politischen Herausforderungen und den Haushaltsmitteln für eine nachhaltige Europäische Union nach 2013.
Die meisten Tätigkeiten von Sidonia Jędrzejewska konzentrieren sich auf EU-Haushaltsangelegenheiten. 2010 war sie Generalberichterstatterin für den EU-Haushalt für das Jahr 2011. Anschließend arbeitete sie an der Implementierung des Haushaltes. Seit 2012 ist sie stellvertretende Koordinatorin in der Fraktion der Europäischen Volkspartei im EU-Haushaltsausschuss. Sie war auch Verfasserin der Stellungnahme zum EU-Programm „ERASMUS FÜR ALLE“.
Jędrzejewska setzt sich als Mitglied der interfraktionellen Arbeitsgruppe "Animal Welfare" stark für den Tierschutz ein.  2012 engagierte sie sich beispielsweise für die Verbesserung der Transportbedingungen von Schlachttieren.  Zudem beschäftigt sich Sidonia Jędrzejewska mit der Förderung der öffentlichen Gesundheit. Im November 2013 organisierte sie im Europäischen Parlament eine Fotoausstellung "The Beauty & the Breast" über Frauen, die ihre Brustkrebserkrankung erfolgreich besiegt haben.
2010 wurde sie von der polnischen Wochenzeitung "Polityka" als "beste Debütantin" im Europäischen Parlament ausgezeichnet. 2013 veröffentlichte die Zeitung ein Ranking der polnischen Europaabgeordneten, bei dem Jędrzejewska den ersten Platz belegte.